# Авл Постумій Альбін Луск
Авл Постумій Альбін Луск (лат. Aulus Postumius Albinus Luscus; ? — після 167 до н. е.) — політичний, державний та військовий діяч Римської республіки, консул 180 року до н. е.

## Життєпис
Походив з впливового патриціанського роду Постуміїв. Син Авла Постумія Альбіна, консула 242 року до н. е.
У 192 році як легат брав участь у війні проти Антіоха III Селевкида, царя Сирії. У 187 році до н. е. його обрано курульним еділом. Організовані ним разом з колегою Публієм Корнелієм Цетегом Римські ігри запам'яталися падінням погано закріпленої щогли в цирку на статую богині Поллентії.
На виборах, якими керував його родич консул Спурій Постумій Альбін, він був обраний претором на 185 рік до н. е. На виборах під керівництвом Марка Бебія Тамфіла Авл Постумій був обраний консулом на 180 рік до н. е. разом з Гаєм Кальпурнієм Пізоном. Як провінція консулам була призначена Лігурія. Військові дії там велися вдало — Авл Альбін перекрив вузькі гірські проходи, по яких обложені лігури отримували харчі, а також знищив поля та виноградники.
У 175 році до н. е. був одним з дуумвірів, які розглядали конфлікт між племенами дарданів та бастарнів у Фракії.
У 174 році до н. е. його обрано цензором разом з Квінтом Фульвієм Флакком. Вони оголосили принцепсом сенату Марка Емілія Лепіда, виключили з сенату 9 його членів і відзначили особливим осудженням трьох із них — Луція Корнелія Сципіона, Гнея Фульвія Флакка і Марка Корнелія Малугінена. Цензорами також була проведена чистка стану вершників. Вперше організовано мощення в Римі вулиць, ринку за Потрійними брамами і схилу Капітолія, а також побудували кілька споруд. Пізніше було проведено перепис, в ході якої було нараховано 269 015 громадян (за іншими відомостями, 267 231). Разом з колегою звів міські стіни та облаштував форуми у містах Калатія та Ауксім, у м. Пізавр — вимостив вулиці бруківкою, містах Потенція та Фунди — акведуки, м. Сінуесса — передмістя (магалії).
У 173 році до н. е. увійшов до колегії квіндецемвірів. У 171 році до н. е. очолив римське посольство до Криту, де домовлявся про спільні дії проти царя Персея Македонського. У 167 році до н. е., після закінчення Третьої Македонської війни, був призначений одним з легатів Луція Емілія Павла. Він, зокрема, охороняв вже скинутого Персея. Потім займався організацією римської адміністрацією у новій провінції Македонія. Подальша доля невідома.

## Родина
- Авл Постумій Альбін, консул 151 року до н. е.